# Центральний фронт (1920)
Центральний фронт — оперативне об'єднання Війська Польського, створене під час польсько-радянської війни за директивою Головнокомандувача маршала Юзефа Пілсудського від 28 травня 1920 року. До 25 червня він мав назву Український фронт, до 9 липня — фронт Ридз-Сміглого, до 6 серпня — Південно-Східний фронт.

## Організаційне становлення та зміни
23 березня фронти були розформовані, а на їхньому місці сформовані армії. Причиною цього було переконання, що вони були значною мірою імпровізованими утвореннями і обмежували вплив NDWP на військові дії. В результаті з трьох фронтів на сході було сформовано п'ять армій. Але проблеми з командуванням більшою кількістю з'єднань призвели до повторного створення фронтів. Другим з них став Український фронт, що діяв на українському театрі воєнних дій. Він був сформований під час незначної реорганізації польських військ в Україні, коли 2-га армія була розформована, а для решти було створено об'єднане командування. 10 липня Український фронт було перейменовано на Південно-Східний фронт.

## Дії військ фронту
27 травня Червона Армія приступила до реалізації Харківських домовленостей. За ними, війська Південно-Західного фронту Єгорова атакували польські формування силами своїх армій (12-ї, 14-ї та 1-ї кінної армії Будьонного — Конармії). 12 А першою завдала удару по польській 3 А в Києві. Її командир Едвард Ридз-Сміглий був змушений перекинути частину своїх сил до міста, що змусило всю Конармію виступити проти 13 ПД. Почалися кількаденні бої, в яких, зрештою, брали участь такі сили:
- з польського боку — 13 ПД, КД та кілька батальйонів з відгалужень фронту
- з радянського боку — 4, 6, 11, 14 КД

Незважаючи на початкові поразки (знищення двох батальйонів), 1 червня Військо Польське перемогло, але командування фронту використало всі свої резерви.
5 червня Будьонний знову пішов в наступ, цього разу змінивши тактику, що, незважаючи на використання кавалерійської дивізії, призвело до прориву фронту і виходу Кінної армії в тил польських військ. 7 червня вона зайняла Житомир і Бердичів, а 10 червня на підступах до Києва — Фастів. Втім, 3-я і 6-а армії утримали свої позиції і навіть досягли локальних успіхів, а от угруповання Ридза-Смілого потрапило в оточення в результаті висадки десанту на північ від Києва. Це сприяло його порятунку, оскільки позиції навколо нього мала зайняти 12-та армія, а Конармія була відправлена на захід. 3-я армія прорвала фронт 10 червня і відійшла разом з іншими з'єднаннями генерала Лістовського на позиції, які займала перед квітневим наступом.
Після першої поразки NDWP вирішила відновити 2-у армію (командувач — генерал Казімєж Рашевський) і 19 червня кинути її для боротьби з Конармією в районі Новгород-Волинського. Будьонний зазнав там значних втрат і відійшов для поповнення своїх сил. Успіх на центральній ділянці фронту був нейтралізований поразками на півночі та півдні, де були втрачені Олевськ і Жмеринка. 22 червня ворог відновив наступ, до 25 червня зайняв Новгород і Ємільчин, після чого відбувся відступ 2-ї армії і перерва в боях на кілька днів.
Розташування сил фронту було несприятливим, оскільки позиції угруповання генерал-лейтенанта Рашевського внаслідок наступу більшовицької кінноти були відкинуті назад щодо решти армії і утворилися прогалини, які оборонялися лише бригадами. Новий командувач фронту генерал-лейтенант Ридз-Сміглий вирішив скористатися розташуванням військ, щоб завдати удару з півночі (1 ПД), заходу (2 А) і півдня (18 ПД) і знищити її. Операція почалася 30 червня і через радянську перевагу та несинхронізацію завершилася відступом польських військ до Горині та обходом Рівненської фортеці з флангу.
На межі червня і липня точилися важкі бої між 2-ю армією та Кінною армією за плацдарм на цій річці та в районі Грикова, який зрештою був захоплений 18-ю піхотною дивізією і призвів до відступу частин. ворожих сил до Заслава, захопленого 5 лип. Це не завадило совєтам захопити Олевсько, прорвати фронт і через 8-му армію вийти в польський тил, а 4 липня Будьонний взяв Рівне. Він не скористався цією перемогою, оскільки за наказом командування Південно-Західного фронту спрямував свої сили на Грубешів, Луцьк і Володимир-Волинський, які розігнали 1-й АК. Це полегшило завдання генералу Рашевському, який 8 липня повернув Рівне, отримавши можливість вільного відступу до Луцька. Група підполковника Крайовського (18 ПД і XX БП) також відступила, відволікаючи увагу ворога від подій у Рівному.
Бої на початку липня значно послабили більшовицьку кінноту, що дозволило Південно-Східному фронту перегрупуватись і зайняти оборонні позиції: 6 А — Збруч, 2 А — Іква, 3 А — Стир. 12 липня радянські війська атакували Дубно, втративши його 13 липня, що дозволило 18-й піхотній дивізії зв'язати половину сил Конармії. Решта атакували Торговицю та Луцьк, 12-а армія, 3-я армія, 14-а — позиції 6-ї польської армії на р. Збруч. Важкі бої тривали до 23 липня, коли група генерала Крайовського, підсилена частиною 6-ї дивізії, відступила з району Дубно до Бродів, звідки, зважаючи на перевагу противника (вся армія Будьонного), 26 липня відійшла на загрозливий львівський напрямок. У цей час 2-га армія перегруповувала свої сили для операції, пізніше названої битвою під Бродами, яка мала розпочатися вранці 29 липня. До того часу між польською та більшовицькою арміями точилися незначні бої.
Переправа частини сил 2-ї армії (1 ДД, 1 і 6 ПД) через відсутність зв'язку закінчилася поразкою польських військ. Однак вони утримали плацдарм і завдали ворогу втрат. 18 ПД вела лише зустрічні бої з ще нечисленними силами Конармії, яка 30 липня отримала наказ захопити Львів і знищити 2-гу армію. Польське командування вирішило протидіяти цьому, але як спроба ліквідувати прорив кінноти Будьонного на захід від Стиру, так і захоплення Бродів провалилися. 31 липня відбувалися лише локальні дії. 1 серпня точилися запеклі бої по всій лінії фронту, зокрема між 18 ДП, XXXVI ВП якої була оточена в Топорові, та 1 ДП (?), що прямувала на Броди, взаємодіючи з групою кавалерії, яка наступала на Радивилів. Увечері 31 липня командувач 2-ї армії видав наказ про наступ (наказ op. L. 4112/III), в якому йшлося:
«Якщо буде безсумнівно підтверджено, що кавалерійська армія Будьонного справді перегрупувалася у згаданому районі я наказую:
„Кавалерійська група атакуватиме якнайшвидше, перетнувши Сидолувку біля Міколаєва та Скрогилова до Щуровиці та Лешнюва, атакуючи західний фланг і тил ворога;
“»6-а піхотна дивізія. завдає удару всією силою з Берестечка в напрямку південна Митниця — Лешнів;
"1-а піхотна дивізія буде активно захищати лівий фланг 6-ї піхотної дивізії;
«Атака розпочнеться 1 серпня:
»6-а дивізія о 5-й ранку.
«Група кавалерії о 7 годині»..Це спонукало Єгорова до посилення сил Кінної армії, чого йому не вдалося зробити через те, що 6-та армія фактично скувала його сили. 2 серпня почався вирішальний наступ 2-ї армії на Бродах за підтримки кінноти, що флангувала радянську кінноту в районі цього міста. Відбулися запеклі бої, в результаті яких розбита і ослаблена Конармія відійшла, а саме місто було захоплено 3 серпня. Того ж дня польські частини отримали наказ жорстоко атакувати ворога і швидко відійти для використання у битві під Варшавою.
Готуючись до битви, війська Центрального фронту піддалися повній реорганізації — 2А була передана Північному фронту, натомість отримавши 4-ту армію і 6А — Південному фронту. Завдання військ ген Місія Ридз-Сміглого полягала в тому, щоб атакувати фланг Західного фронту та перекрити йому шляхи відходу. Тому вони зайняли позиції від Дембліна до Бродів.
16 серпня війська Центрального фронту почали наступ, який завершився 18 серпня. В результаті цих боїв Мозирська група і частини 16-ї армії були розбиті. Відтоді польські війська (особливо формування генерал-лейтенанта Ридза, збільшене 2-ою армією) на північному театрі військових дій переслідували противника до кордону зі Східною Пруссією, де 4-та армія (включаючи 3-й кавалерійський корпус) і частина 15-ї армії сховалися 23 серпня, оскільки ситуація на фронті змінилася, Центральний фронт був розформований, а його армії перегруповані для нового наступу.

## Бойові порядки
- 2-га армія (19 червня — 6 серпня, знову 18-23 серпня)
- 3-я армія (28 травня — 23 серпня)
- 4-та армія (6-23 серпня)
- 6-а армія (28 травня — 10 серпня)

Разом:
- близько 60 000 військ (червень)
- близько 50 000 військових (серпень)

## Укомплектування командування фронту
- командувач фронтом
  - ген. пор. Антоній Листовський (28 травня — 26 червня 1920)
  - ген. пор. Едвард Ридз-Сміглий (26 червня — 23 серпня 1920)
- Начальник штабу — підполковник Тадеуш Кутшеба
- секретар суду — підполковник Олександр Моравський